# An Encyclopedia of Claims, Frauds, and Hoaxes of the Occult and Supernatural
An Encyclopedia of Claims, Frauds, and Hoaxes of the Occult and Supernatural (рус. Энциклопедия притязаний, мошенничеств и мистификаций оккультизма и сверхъестественного) — книга-справочник по псевдонаучным и паранормальным явлениям иллюзиониста и научного скептика Джеймса Рэнди, вышедшая в 1995 году с предисловием Артура Кларка.
В 2006 году Рэнди разместил свободную электронную версию.